# 皋兰站
皋兰站，位于中华人民共和国甘肃省兰州市皋兰县，是包兰铁路上的火车站，建于1956年，由兰州铁路局管辖。

## 車站周邊
- 皋兰县民政局
- 皋兰县地方税务局
- 中国建设银行皋兰支行
- 皋兰县粮食局
- 喜河生态酒店
- 中国移动三桥营业厅
- 皋兰客运站
- 皋兰县盐务管理局
- 皋兰县水务局
- 皋兰县人民政府

## 歷史
- 建于1956年。